# Marcillac-la-Croze
Marcillac-la-Croze (okzitanisch Marcilhac la Cròsa) ist eine französische Gemeinde im Département Corrèze in der Region Nouvelle-Aquitaine am westlichen Rand des Zentralmassivs. Sie gehört zum Arrondissement  Brive-la-Gaillarde und zum Kanton Midi Corrézien. Die Einwohner nennen sich Marcillacois.

## Geografie
Tulle, die Präfektur des Départements, liegt ungefähr 36 Kilometer nördlich, Brive-la-Gaillarde etwa 27 Kilometer nordwestlich und Beaulieu-sur-Dordogne rund 13 Kilometer südöstlich. Knapp östlich des Ortes verläuft der Fluss Sourdoire.

### Nachbargemeinden
Nachbargemeinden von Marcillac-la-Croze sind Saint-Bazile-de-Meyssac im Norden, Lostanges im Nordosten, Tudeils und Puy-d’Arnac im Osten, Curemonte im Süden, Branceilles im Südwesten sowie Saint-Julien-Maumont im Westen und Nordwesten.

### Verkehr
Die Anschlussstelle 52 zur Autoroute A20 liegt etwa 25 Kilometer nordwestlich.

### Wappen
Beschreibung: In Blau ein silberner Balken, darüber drei balkenweis gestellte goldene Sterne.

## Bevölkerungsentwicklung
| Jahr      | 1962 | 1968 | 1975 | 1982 | 1990 | 1999 | 2006 | 2017 |
| Einwohner | 283  | 281  | 242  | 232  | 226  | 212  | 200  | 178  |